# شرف عكان (الشعر)

تعديل مصدري - تعديل

شرف عكان محلة تابعة لقرية بيت الكبش، التابعة لعزلة الوسط بمديرية الشعر إحدى مديريات محافظة إب في الجمهورية اليمنية، بلغ تعداد سكانها 28 حسب تعداد اليمن لعام 2004.